# Émile Fassin
Pour les articles homonymes, voir Fassin.
Émile Fassin (27 février 1842, Arles - 29 mai 1922) est un avocat, homme politique et historien arlésien.

## Biographie
Émile Fassin est avocat, maire d'Arles (1878-1880) puis procureur de la République à Tarascon et conseiller à la Cour d'appel d'Aix-en-Provence. Mais il est surtout connu comme historien arlésien. 
À côté de ses activités professionnelles politiques et juridiques, il entreprend en effet des recherches historiques sur Arles et fait partie des fondateurs du périodique Le Musée, créé en 1868, et à partir de 1889, publie le Bulletin archéologique d'Arles. En 1998, son petit-fils Pierre Fassin confie une grande partie de la collection privée de son aïeul, soit 140 manuscrits et 1 200 livres à la médiathèque d'Arles.